# Doľany (Pezinok)
Doľany (bis 1948 slowakisch „Ompitál“; deutsch Ottent[h]al, ungarisch Ottóvölgy – bis 1888 Ompitál) ist eine Gemeinde im Bratislavský kraj in der Westslowakei.

## Geographie

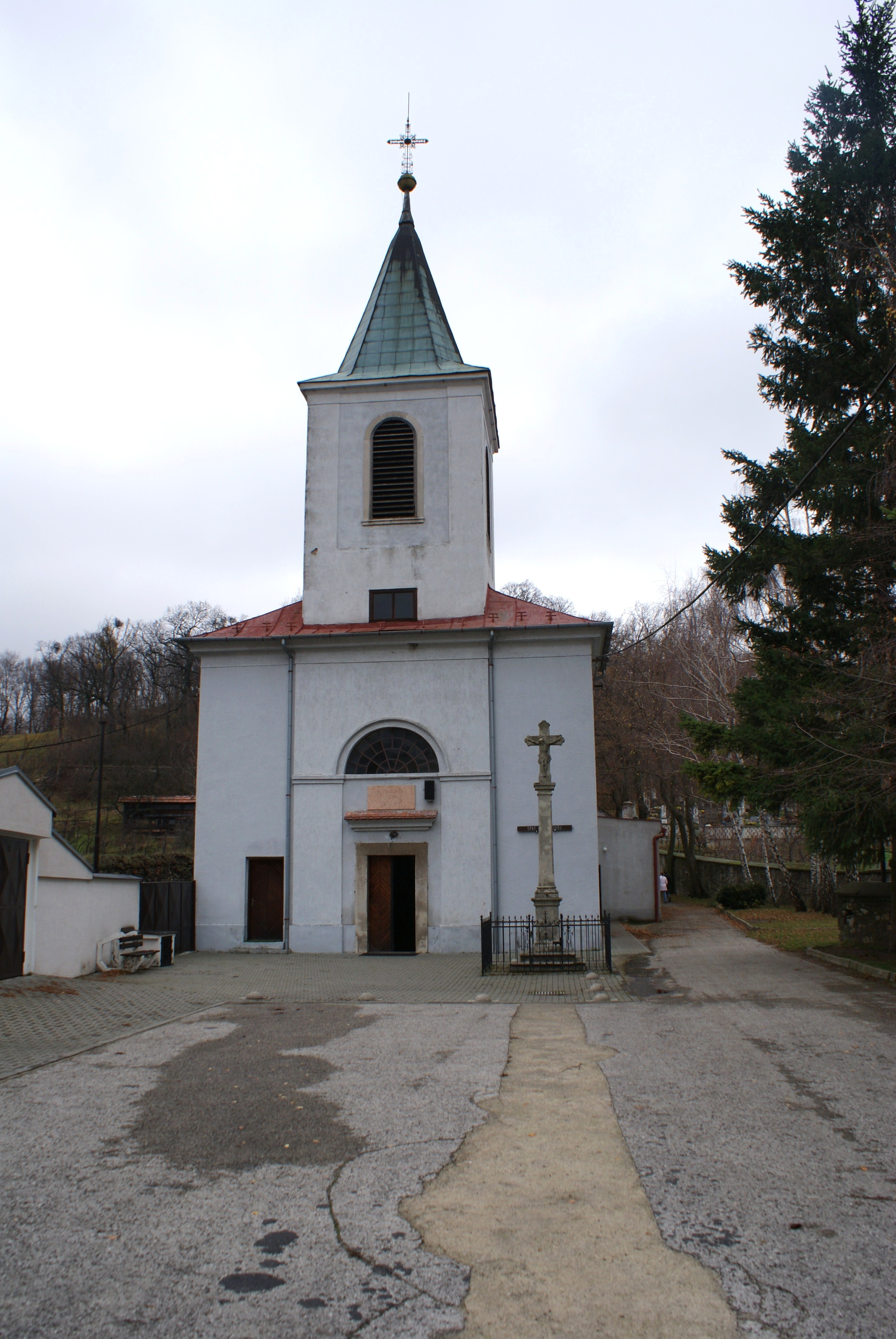
Kirche der Hl. Katharina in Doľany

Der Ort liegt im Donautiefland am Fuße der Kleinen Karpaten, an der Straße zwischen Modra und Smolenice. Die Stadt Trnava liegt 18 km nach Osten und die Hauptstadt Bratislava liegt 36 km nach Südwesten.

## Geschichte
Der Ort wurde zum ersten Mal 1390 als Ottenthal erwähnt und gehörte zum Herrschaftsgut von Burg Rotenstein, welche im Nachbarort Častá liegt. Der deutsche und alte slowakische Name soll auf den Kaiser Otto II. (955–983) zurückgehen. Im 16. und 17. Jahrhundert war Ottenthal ein Marktflecken. Im 17. Jahrhundert war eine Glashütte im Wald oberhalb der Gemeinde anwesend, seit dem 18. Jahrhundert befindet sich dort ein Papierwerk.
Bis 1918 gehörte der Ort im Komitat Pressburg zum Königreich Ungarn, danach kam sie zur neu entstandenen Tschechoslowakei, bzw. heute Slowakei. 1945 wurde Ottenthal von deutscher Wehrmacht teilweise zerstört. 1948 wurde der vom Deutschen abgeleitete Name Ompitál in das mehr slawisch klingende Doľany (von slowakisch dolina = „Tal“ abgeleitet) umbenannt.

## Bevölkerung
| Jahr:                | 1994. | 2004.   | 2014.   | 2024.   |
| -------------------- | ----- | ------- | ------- | ------- |
| Anzahl der Personen: | 1019  | 1022    | 1082    | 1070    |
| Unterschied:         |       | +0,29 % | +5,87 % | -1,10 % |

| Jahr:                | 2023. | 2024.   |
| -------------------- | ----- | ------- |
| Anzahl der Personen: | 1077  | 1070    |
| Unterschied:         |       | -0,64 % |

## Sehenswürdigkeiten
- röm.-kath. Kirche der Hl. Katharina aus dem 14. Jahrhundert
- Stadtturm von 1598, auf einer Steinbrücke über dem Bach gelegen
- Kalvarienberg oberhalb der Gemeinde, mit der kleinen Kirche des Hl. Leonard von 1360, teils in einer Höhle verborgen. Dort wird jährlich am sechsten Sonntag nach den Ostern eine Wallfahrt organisiert.

## Persönlichkeiten
- Juraj Fándly (1750–1811), Schriftsteller, lebte und starb in Doľany